# زعفران صفراوي
الزعفران الصفراوي (باللاتينية: Crocus  vitellinus) أو الزعفران السوري (باللاتينية: Crocus syriacus Boiss. & Gaill.) نوع نباتي ينتمي إلى جنس الزعفران من الفصيلة السوسنية.

## الموئل والانتشار
ينتشر في بلاد الشام وتركيا.

## مرادفات للاسم العلمي
- (باللاتينية: Crocus syriacus Boiss. & Gaill.)
- (باللاتينية: Crocus intromissus Herb., nom. provis.)
- (باللاتينية: Crocus hyemalis var. gaillardotii Boiss. & Blanche)